# Тайсон, Ричард
Ри́чард Та́йсон (англ. Richard Tyson; род. 13 февраля 1961 года) — американский актёр, наибольшую известность получивший за роль главного злодея Каллена Криспа в фильме «Детсадовский полицейский» (1990).

## Биография
Родился в городе Мобил, штат Алабама. Ричард Тайсон является членом парамасонского общества Shriners. В 1974 году окончил среднюю школу. Учился на юридическом факультете, но затем решил сменить специальность и уехал в Голливуд.
Первоначально снимался в различных эпизодических ролях и рекламных роликах, затем в 1988 году исполнил главную роль в фильме «Слияние двух лун». В дальнейшем продолжал активно сниматься — его фильмография насчитывает свыше 50 ролей.
Также является ведущим передачи «Радио вне закона» на одной из радиостанций Лос-Анджелеса.

## Семья
Отец — известный политик и сенатор. Брат Джон — бывший окружной прокурор округа Мобил, который в 2006 году выдвигался на пост Генерального прокурора штата Алабама от Демократической партии.
Жена — Трейси Кристофферсон, дочь — Мэгги Элизабет.

## Избранная фильмография
| Год       |   | Русское название                    | Оригинальное название                      | Роль                    |
| --------- | - | ----------------------------------- | ------------------------------------------ | ----------------------- |
| 1985—1989 | с | Детективное агентство «Лунный свет» | Moonlighting                               | Дэниел                  |
| 1987      | ф | Ровно в 3 часа                      | Three O'Clock High                         | Бадди Ривелл            |
| 1988      | ф | Слияние двух лун                    | Two Moon Junction                          | Перри Тайсон            |
| 1990      | ф | Детсадовский полицейский            | Kindergarten Cop                           | Каллен Крисп            |
| 1992      | ф | Бэйб был только один                | The Babe                                   | Гай Буш                 |
| 1995      | ф | Армия фараона                       | Pharaoh's Army                             | Роди                    |
| 1996      | ф | Заводила                            | Kingpin                                    |                         |
| 1997      | ф | Время под огнём                     | Time Under Fire                            | Кода                    |
| 1998      | ф | Все без ума от Мэри                 | There's Something About Mary               | детектив Крэвой         |
| 1998      | ф | Проект «Пандора»                    | The Pandora Project                        | капитан Уильям Стэнуик  |
| 1999—2000 | с | Китайский городовой                 | Martial Law                                | сержант Клетус          |
| 2000      | ф | Поле битвы: Земля                   | Battlefield Earth: A Saga of the Year 3000 | Роберт Фокс             |
| 2000      | ф | Я, снова я и Ирэн                   | Me, Myself & Irene                         |                         |
| 2001      | ф | Чёрный ястреб                       | Black Hawk Down                            | штаб-сержант Дэниел Буш |
| 2004—2013 | с | C.S.I.: Место преступления Нью-Йорк | CSI: NY                                    | Фрэнк Руссо             |
| 2004      | ф | Московская жара                     | Moscow Heat                                | Николай Климов          |
| 2007      | в | Академия стриптиза                  | Stripper Academy                           | Mr. VIP                 |
| 2010      | ф | Убийство в Вегасе                   | Magic Man                                  | детектив Роджерс        |
| 2010      | ф | Единожды падший                     | Once Fallen                                | Кейз                    |
| 2025      | ф | Кровавая буря                       | Bloodstorm                                 |                         |